# Lituotubellidae
Lituotubellidae es una familia de foraminíferos bentónicos cuyos taxones se han incluido tradicionalmente en la familia Tournayellidae, de la superfamilia Tournayelloidea, del suborden Fusulinina y del orden Fusulinida. Su rango cronoestratigráfico abarca desde el Tournaisiense superior hasta el Viseense (Carbonífero inferior).

## Discusión
Algunas clasificaciones más recientes incluyen Lituotubellidae en la superfamilia Lituotubelloidea, del suborden Tournayellina, del orden Tournayellida, de la subclase Fusulinana y de la clase Fusulinata.

## Clasificación
Lituotubellidae incluye a las siguientes familia y géneros:
- Subfamilia Lituotubellinae
  - Bogushella †
  - Lituotubella †
  - Mstiniella †
  - Neobrunsiina †
  - Pseudolituotubella †
  - Uviella †

Otro género considerado en Lituotubellidae es:
- Uvatournayella †, aceptado como Neobrunsiina.